# Costa Hermosa
Costa Hermosa è un comune (corregimiento) della Repubblica di Panama situato nel distretto di Montijo, provincia di Veraguas. Si estende su una superficie di 20,5 km² e conta una popolazione di 1.550 abitanti (censimento 2010).